# Selección de fútbol sala de Samoa
La selección de fútbol sala de Samoa es el equipo representativo del país en las competiciones oficiales. Su organización está a cargo de la Federación de Fútbol de Samoa, miembro de la OFC y la FIFA.
Disputó cinco ediciones del Copa de Naciones de Futsal de la OFC, en donde solo pudo conseguir tres victorias.

## Estadísticas

### Copa Mundial de Futsal FIFA
| Copa Mundial de fútbol sala de la FIFA | Copa Mundial de fútbol sala de la FIFA | Copa Mundial de fútbol sala de la FIFA | Copa Mundial de fútbol sala de la FIFA | Copa Mundial de fútbol sala de la FIFA | Copa Mundial de fútbol sala de la FIFA | Copa Mundial de fútbol sala de la FIFA | Copa Mundial de fútbol sala de la FIFA |
| Año                                    | Ronda                                  | J                                      | G                                      | E                                      | P                                      | GF                                     | GC                                     |
| -------------------------------------- | -------------------------------------- | -------------------------------------- | -------------------------------------- | -------------------------------------- | -------------------------------------- | -------------------------------------- | -------------------------------------- |
| 1989                                   | No participó                           | No participó                           | No participó                           | No participó                           | No participó                           | No participó                           | No participó                           |
| 1992                                   | No clasificó                           | No clasificó                           | No clasificó                           | No clasificó                           | No clasificó                           | No clasificó                           | No clasificó                           |
| 1996                                   | No clasificó                           | No clasificó                           | No clasificó                           | No clasificó                           | No clasificó                           | No clasificó                           | No clasificó                           |
| 2000                                   | No clasificó                           | No clasificó                           | No clasificó                           | No clasificó                           | No clasificó                           | No clasificó                           | No clasificó                           |
| 2004                                   | No participó                           | No participó                           | No participó                           | No participó                           | No participó                           | No participó                           | No participó                           |
| 2008                                   | No participó                           | No participó                           | No participó                           | No participó                           | No participó                           | No participó                           | No participó                           |
| 2012                                   | No participó                           | No participó                           | No participó                           | No participó                           | No participó                           | No participó                           | No participó                           |
| 2016                                   | No participó                           | No participó                           | No participó                           | No participó                           | No participó                           | No participó                           | No participó                           |
| 2021                                   | No participó                           | No participó                           | No participó                           | No participó                           | No participó                           | No participó                           | No participó                           |
| Total                                  | 0/9                                    | -                                      | -                                      | -                                      | -                                      | -                                      | -                                      |

### Copa de Naciones de Futsal de la OFC
| Copa de Naciones de Futsal de la OFC | Copa de Naciones de Futsal de la OFC | Copa de Naciones de Futsal de la OFC | Copa de Naciones de Futsal de la OFC | Copa de Naciones de Futsal de la OFC | Copa de Naciones de Futsal de la OFC | Copa de Naciones de Futsal de la OFC | Copa de Naciones de Futsal de la OFC |
| Año                                  | Ronda                                | J                                    | G                                    | E                                    | P                                    | GF                                   | GC                                   |
| ------------------------------------ | ------------------------------------ | ------------------------------------ | ------------------------------------ | ------------------------------------ | ------------------------------------ | ------------------------------------ | ------------------------------------ |
| 1992                                 | No participó                         | No participó                         | No participó                         | No participó                         | No participó                         | No participó                         | No participó                         |
| 1996                                 | Cuarto lugar                         | 6                                    | 0                                    | 0                                    | 6                                    | 17                                   | 78                                   |
| 1999                                 | Sexto lugar                          | 6                                    | 1                                    | 0                                    | 5                                    | 19                                   | 40                                   |
| 2004                                 | Sexto lugar                          | 5                                    | 0                                    | 0                                    | 5                                    | 9                                    | 28                                   |
| 2008                                 | No participó                         | No participó                         | No participó                         | No participó                         | No participó                         | No participó                         | No participó                         |
| 2009                                 | No participó                         | No participó                         | No participó                         | No participó                         | No participó                         | No participó                         | No participó                         |
| 2010                                 | No participó                         | No participó                         | No participó                         | No participó                         | No participó                         | No participó                         | No participó                         |
| 2011                                 | No participó                         | No participó                         | No participó                         | No participó                         | No participó                         | No participó                         | No participó                         |
| 2013                                 | No participó                         | No participó                         | No participó                         | No participó                         | No participó                         | No participó                         | No participó                         |
| 2014                                 | No participó                         | No participó                         | No participó                         | No participó                         | No participó                         | No participó                         | No participó                         |
| 2016                                 | No participó                         | No participó                         | No participó                         | No participó                         | No participó                         | No participó                         | No participó                         |
| 2019                                 | No participó                         | No participó                         | No participó                         | No participó                         | No participó                         | No participó                         | No participó                         |
| 2022                                 | Séptimo lugar                        | 5                                    | 1                                    | 0                                    | 4                                    | 18                                   | 42                                   |
| 2023                                 | Séptimo lugar                        | 5                                    | 1                                    | 0                                    | 4                                    | 11                                   | 34                                   |
| Total                                | 5/14                                 | 27                                   | 3                                    | 0                                    | 24                                   | 74                                   | 222                                  |